# Енді Маррей
Сер Ендрю «Енді» Баррон Маррей (англ. Andrew "Andy" Barron Murray, 15 травня 1987 Глазго, Шотландія, Велика Британія) — британський тенісист з шотландського міста Данблейн, єдиний дворазовий олімпійський чемпіон в одиночному розряді (2012 та 2016) та медаліст, колишня перша ракетка світу (вперше 7 листопада 2016). Професіонал з 2005 року, Також переможець трьох турнірів Великого шлему — Відкритого чемпіонату США 2012 (перший британець в Відкриту еру, який виграв турнір Великого шлему) та Вімблдону у 2013 і 2016 роках (перший з 1936 року британський тенісист, який виграв Вімблдонський турнір в чоловічому одиночному розряді), переможець Кубка Девіса у 2015 році та переможець фіналу Світового туру ATP у 2016. Всього за кар'єру 11 разів грав у фіналах турнірів Великого шлему (як мінімум по разу на кожному з турнірів), переможець 49 турнірів ATP (з них 46 в одиночному розряді). Офіцер ордену Британської імперії, лицар-бакалавр.
Першу перемогу на турнірах ATP здобув у лютому 2006 року.
Маррей нерідко підкреслює, що він у першу чергу шотландець, а вже потім британець.
Старший брат Енді Джеймі Маррей (англ. Jamie Murray) — також є професійним тенісистом. Один з найсильніших парних гравців Великої Британії. У міксті з Єленою Янкович був переможцем Вімблдону у 2007 році, та грав у фіналі US Open 2008, в парі з Лізель Губер.
Брати Марреї — єдині, хто представляв Британію на олімпійському тенісному турнірні в Пекіні.

## Данблейнська трагедія
У дитинстві Енді відвідував початкову школу в Данблейні й в березні 1996 року в 8-річному віці став свідком «Данблейнської бійні», коли колишній керівник скаутів цієї школи Томас Гамільтон вбив 16 дітей і вчительку, після чого застрелився. Маррей тоді знаходився у своєму класі й не постраждав. Енді говорив, що був надто малим і не зрозумів, що сталося. У автобіографії Hitting back Енді писав, що відвідував групу скаутів, яку вів Гамільтон до звільнення зі школи.

## Кар'єра

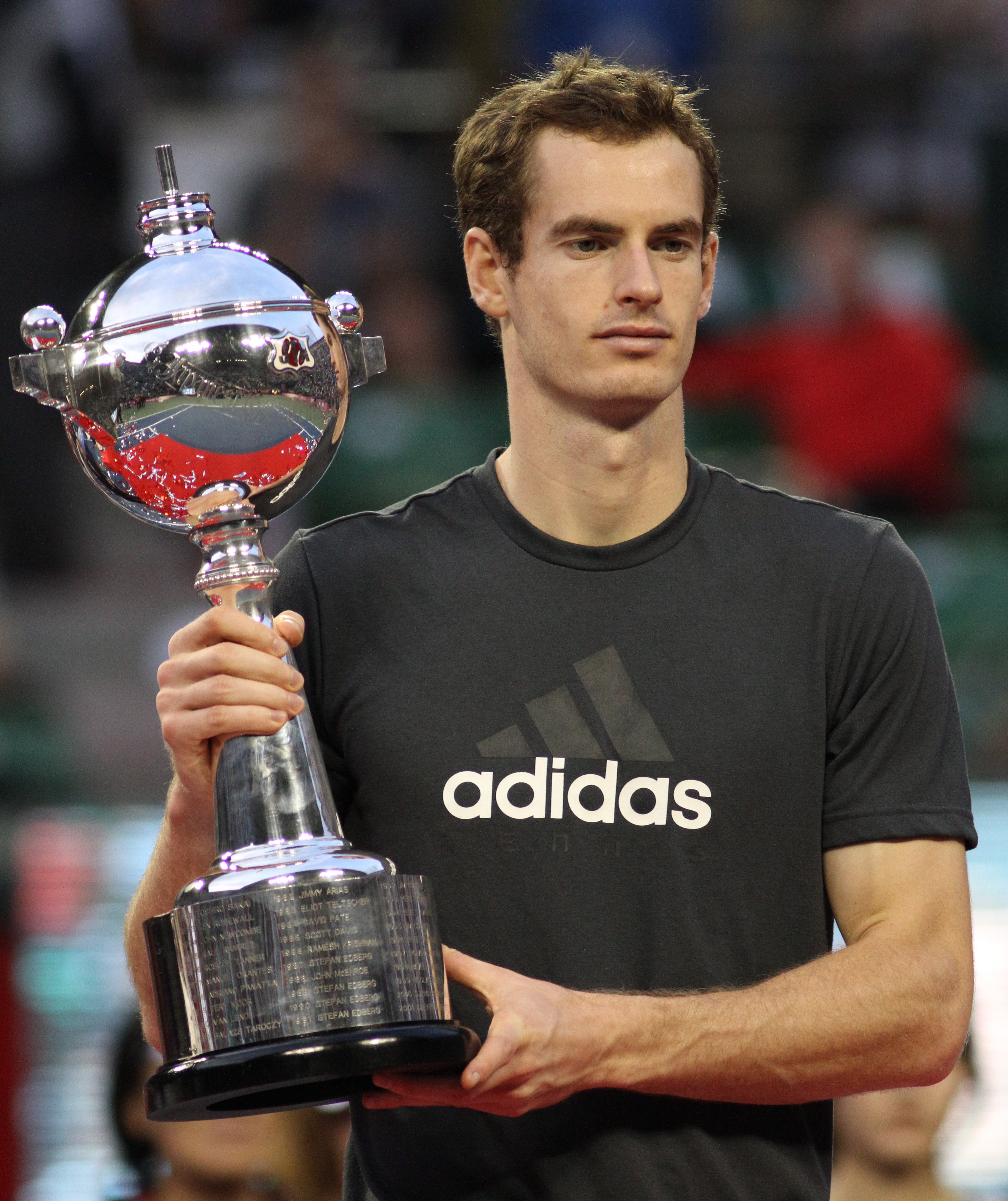
Енді Маррей після перемоги на турнірі в Токіо у 2011 році

### Рання кар'єра
У 1999 році Енді Маррей виграв престижний юніорський турнір Orange Bowl у своїй віковій категорії. У 2002 переїздить до Барселони для подальшого розвитку в тенісі. В Іспанії він тренувався в основному на ґрунтових кортах, у тренера Еміліо Санчеса.
У наступному році почав виступи на турнірах ITF Futures і ATP Challenger. У вересні виграв перший турнір Futures. 2004 року здобув титули на чотирьох турнірах ITF Futures. У цьому ж сезоні у віці 17 років виграв відкритий чемпіонат США в одиночному розряді серед юніорів, перемігши у фіналі українця Сергія Стаховського 6-4 6-2 — це був його останній рік у юніорському Турі.

### 2005
Свою професійну кар'єру Маррей починає у квітні, отримавши спеціальне запрошення від організаторів турніру ATP-туру в Барселоні, де в першому раунді поступається Яну Герниху. Також спеціальне запрошення від організаторів Енді отримав в червні на турнірі в Лондоні. На цьому турнірі йому вдається дійти до третього раунду, обігравши в перших двох Сантьяго Вентура і Тейлора Дента. У цьому ж місяці відбувся його дебют на Вімблдонському турнірі. На ньому йому вдалося дістатися до третього раунду, обігравши швейцарця Жоржа Бастла і чеха Радека Штепанека. У матчі третього раунду в п'ятисетовому протистоянні Енді поступається Давіду Налбандяну 7-6 (4), 6-1, 0-6, 4-6, 1-6.
У липні грає на турнірі в Ньюпорті, де програв у другому раунді. У тому ж місяці виграє перший для себе турнір із серії Challenger в Аптосі. У серпні виграє другий турнір Challenger у Бінгемтоні. Перший виступ на турнірі серії Мастерс припав на турнір в Цинциннаті. На ньому в матчі другого раунду Маррей вперше зіграв з тенісистом з першої десятки. Ним став № 4 на той момент у світі Марат Сафін, якому Енді поступився 4-6, 6-1, 1-6. На Відкритому чемпіонаті США, Маррей доходить до другого раунду. У вересні на турнірі в Бангкоку, обігравши Жоржа Бастла, Робіна Содерлінга, Роббі Джинепрі, Парадорн Шрічапана, Маррей зумів вийти у фінал. У вирішальному матчі він вперше зіграв з чинним першим тенісистом у світі. На той момент їм був Роджер Федерер, якому Маррей поступився 3-6, 5-7. Після турніру Енді вперше в рейтингу увійшов у першу сотню. У жовтні він виходить до чвертьфіналу на турнірі в Базелі. У перших раундах він переграв британського тенісиста № 1 на той момент Тіма Генмана і чеха Томаша Бердиха. Сезон 2005 року він завершив на 64-му місці.

### 2006
В дебютному для себе Відкритому чемпіонаті Австралії поступається вже у першому раунді Хуану Ігнасіо Челі. У лютому у віці вісімнадцяти років виграє перший турнір ATP у Сан-Хосе, обігравши у фіналі Ллейтона Г'юїтта 2-6, 6-1, 7-6 (3). До цього матчу в півфіналі він вперше обіграв тенісиста з першої десятки, № 3 на той момент Енді Роддіка 7-5, 7-5. На наступному своєму турнірі в Мемфісі він доходить до чвертьфіналу.
Потім аж до червня йому не вдається на турнірах пройти далі другого раунду. Перервати низку невдач Енді вдалося на турнірі в Ноттінгемі, де він дійшов до чвертьфіналу. На Вімблдоні він зумів дійти до четвертого раунду. У матчі третього раунду знову перемагає Енді Роддіка. На турнірі в Ньюпорті він дійшов до півфіналу. На початку серпня Маррей вийшов у фінал на турнірі у Вашингтоні, де поступився Арно Клеману 6-7 (3), 2-6. На турнірах Мастерс у Торонто він дійшов до півфіналу, а в Цинциннаті до чвертьфіналу. У матчі другого кола в Цинциннаті Маррей вперше в кар'єрі переграв першу ракетку світу Роджера Федерера 7-5, 6-4. На Відкритому чемпіонаті США, як і на Вімблдоні, зупиняється в кроці від чвертьфіналу, програвши у матчі четвертого раунду Миколі Давиденку 1-6, 7-5, 3-6, 0-6. Сезон 2006 року Маррей завершив в ранзі 17-го у світі.

### 2007
На турнірі в Досі Маррей доходить до фіналу, перегравши у півфіналі третього у світі Миколу Давиденка. У вирішальному матчі він поступився Івану Любичичу. На чемпіонаті Австралії цього року він зумів пробитися в четверте коло, поступившись лише Рафаелю Надалю у п'яти сетах 7-6 (3), 4-6, 6-4, 3-6, 1-6. У лютому завойовує другий титул на турнірах ATP. Знову йому вдається це зробити в Сан-Хосе, де він перемагав рік тому. Цього разу у фіналі був переграний Іво Карлович 6-7 (3), 6-4, 7-6 (2). Далі на трьох турнірах поспіль Маррей дійшов до півфіналу (в Мемфісі й на двох турнірах Мастерс в Індіан-Веллс і Маямі). Завдяки цим виступам вперше увійшов до першої десятки у рейтингу ATP.
Велику частину сезону Енді змушений пропустити через травму у тому числі Відкритий чемпіонат Франції й Вімблдонський турнір. Повернення відбулося на турнірі в Монреалі, де він поступився у другому раунді. На Відкритому чемпіонаті США він поступається в матчі третього раунду Лі Хен Тхек. У жовтні Енді дійшов до фіналу на турнірі в Меці, де поступився Томмі Робредо 6-0, 2-6, 3-6. В кінці цього ж місяця завоював третій свій одиночний титул на турнірах ATP. Це йому вдалося, коли у фіналі турніру в Санкт-Петербурзі він обіграв Фернандо Вердаско 6-2, 6-3. На Мастерсі в Парижі Маррей дійшов до чвертьфіналу. Сезон він закінчує на 11-му місці в рейтингу.

### 2008

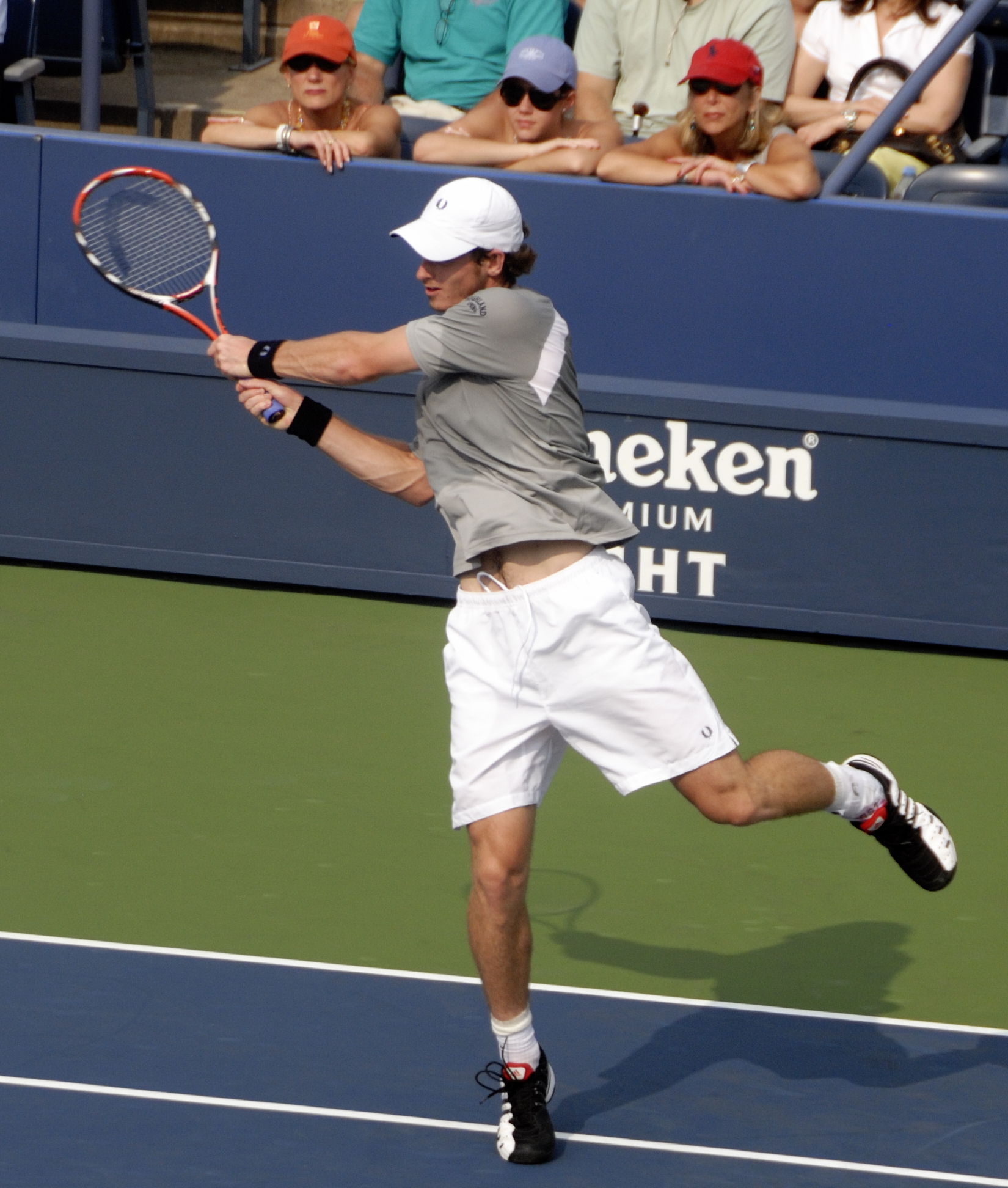
Енді Маррей на Відкритому чемпіонаті США у 2008 році

Сезон Маррей почав з перемоги на турнірі в Досі. На Відкритому чемпіонаті Австралії в першому колі поступився Жо-Вільфріду Тсонзі 5-7, 4-6, 6-0, 6-7 (5). У лютому він завойовує титул на турнірі в Марселі, який стає п'ятим для Маррея в кар'єрі. На турнірі в Дубаї в матчі першого кола він переграє першого у світі Роджера Федерера 6-7 (6), 6-3, 6-4, але у чвертьфіналі поступається п'ятій ракетці світу Миколі Давиденку 5-7, 4-6.
На Відкритому чемпіонаті Франції дійшов до третього раунду. Потім на трав'яному турнірі в Лондоні виходить до чвертьфіналу. Цієї ж стадії він досягає і на Вімблдонському турнірі, вперше дійшовши до чвертьфіналу на турнірах серії Великого шлему. Шлях до півфіналу для нього закрив Рафаель Надаль, який легко у трьох сетах 3-6, 2-6, 4-6 переграв Маррея. Завдяки цьому виступу Енді повертається в першу десятку в рейтингу. Продовжив свої виступи в сезоні британець на турнірі Мастерс у Торонто, де він зумів переграти Томаса Юганссона і двох тенісистів з першої десятки Стена Вавринку і Новака Джоковича, завдяки чому вийшов у півфінал. Шлях далі йому знов перегородив Рафаель Надаль. Цього разу Маррей поступився іспанцеві з рахунком 6-7 (2), 3-6.
На наступному турнірі в Цинциннаті, перегравши Сема Кверрі, Дмитра Турсунова, Карлоса Мою й Іво Карловича, Енді вперше виходить у фінал турніру серії Мастерс. У вирішальній битві за титул він зіграв проти Новака Джоковича. Вигравши у нього 7-6 (4), 7-6 (5) Маррей завоював перший в кар'єрі титул на турнірах цієї серії. Після цього успіху Енді вперше взяв участь в Літніх Олімпійських іграх. На олімпійському тенісному турнірі в Пекіні в одиночному розряді він несподівано поступається вже у першому раунді представнику Тайваню Лу Яньсуню 6-7 (5), 4-6. Трохи пізніше в матчі другого раунду разом зі своїм братом Джеймі він поступається і в парному турнірі.
Відразу після Олімпійських ігор Маррей бере участь у Відкритому чемпіонаті США. По ходу турніру Маррей по черзі розправився зі своїми суперниками Серхіо Ройтманом, Мікаелем Льодра, Юргеном Мельцером, Стеном Вавринкою й Хуаном Мартіном дель Потро. У підсумку Маррей вийшов вперше в кар'єрі в півфінал турніру із серії Великого шлему, де його очікував перший на той момент у світі Рафаель Надаль у якого Маррей до цього не вигравав жодного разу. У четирехсетовом матчі з рахунком 6-2, 7-6 (5), 4-6, 6-4 Маррей вперше обіграє Надаля і вперше виходить у фінал турніру Великого шлему. Він стає першим британцем кому це вдалося з часів Грега Русецькі, який зумів це зробити також на Відкритому чемпіонаті США в 1997 році. У вирішальному матчі за титул Маррей легко поступається переможцю чотирьох попередніх турнірів Роджеру Федереру 2-6, 5-7, 2-6.
Реваншу за поразку у фіналі чемпіонату США Маррею вдалося домогтися в жовтні на Мастерсі в Мадриді, де він обіграв Федерера у півфіналі 3-6, 6-3, 7-5. Обігравши потім у фіналі Жиля Сімона, Маррей бере титул на цьому турнірі. Після цього успіху йому вдається захистити торішній титул на турнірі в Санкт-Петербурзі. На останньому в році турнірі Мастерс у Парижі він дійшов до чвертьфіналу. В кінці сезону вперше бере участь в Фіналі Світового Туру ATP, де добирається до півфіналу. Сезон Маррей закінчив, впевнено займаючи, 4-е місце в рейтингу тенісистів, вигравши за сезон п'ять турнірів.

### 2009

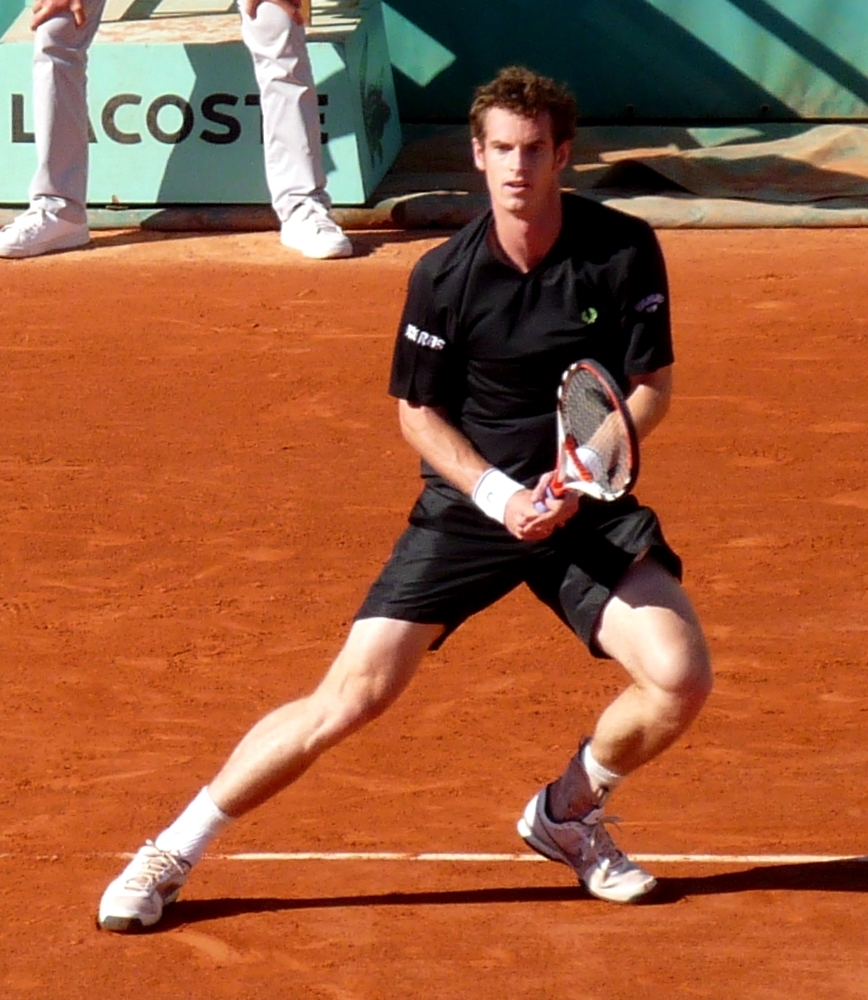
Маррей у чвертьфіналі на Відкритому чемпіонаті Франції у 2009 році

Як і попереднього року, починає з виграшу турніру в Досі. У півфіналі йому вдалося переграти Роджера Федерера, а в у фіналі Енді Роддіка. На Відкритому чемпіонаті Австралії Енді вибуває в четвертому колі, поступившись Фернандо Вердаско 6-2, 1-6, 6-1, 3-6, 4-6. На наступному для себе після Австралії турнірі в Роттердамі Маррей зміг завоювати свій десятий в кар'єрі титул. У фіналі він переграв № 1 у світі Рафаеля Надаля 6-3, 4-6, 6-0. На турнірі в Дубаї Маррей дійшов до чвертьфіналу. Досить успішно він виступив на березневих турнірах туру ATP Мастерс 1000. Спочатку в Індіан-Веллс дійшов до фіналу, перегравши в півфіналі другу ракетку світу Роджера Федерера 6-3, 4-6, 6-1. У фіналі його очікував вже перший у світі Надаль, якому британець поступився 1-6, 2-6. На наступному турнірі в Маямі він знову вийшов у фінал, де зустрівся з Новаком Джоковичем, якого перемагає 6-2, 7-5.
Ґрунтову частину сезону починає з півфіналу на турнірі Мастерс Монте-Карло. На турнірі він поступився тільки Надалю. В Римі поступився в першому ж матчі аргентинцеві Хуану Монако. Попри це Маррей зумів піднятися в рейтингу на третій рядок, що стало найвищим досягненням для британських тенісистів. На ATP Мастерс 1000 в Мадриді він дійшов до чвертьфіналу, де знову поступається аргентинському тенісисту цього разу Хуану Мартіну дель Потро. На Відкритому чемпіонаті Франції Енді вперше вийшов до чвертьфіналу, де поступився чилійцеві Фернандо Гонсалес у 3-6, 6-3, 0-6, 4-6.
Підготовку до Вімблдону шотландець починає з турніру в Лондоні, де він завойовує титул. Перемога Маррея на знаменитому Queen's Club Championships стала першою для британців на цьому турнірі з 1938 а, коли триразовий фіналіст турнірів Великого шлему Генрі Остін виграв у фіналі у китайця Сю Ченцзі 6-2 6-0. Тім Генман тричі (1999, 2001 і 2002) грав у фіналі цього турніру, але всякий раз поступався, тоді як Маррей переміг у своєму першому ж фіналі. Крім того, ця перемога стала для Маррея 12-ю на турнірах АТП в одиночному розряді й він обійшов Генмана з його 11 титулами. На турнірі Вїмблдону Маррей став головною надією Великої Британії на завоювання титулу, який британські тенісисти не завойовували з 1936 року. Але надій багатьох уболівальників він не виправдав, хоча і добився для себе найкращого виступу на цьому турнірі — виходу в півфінал. Шлях до фіналу йому перегородив американець Енді Роддік, який переграв Маррея 4-6, 6-4, 6-7 (7), 6-7 (5).
Взявши після Вїмблдону літню паузу Енді знову взяв участь в офіційних турнірах в серпні на ATP Мастерс 1000 в Монреалі йому вдається виграти. У фіналі він обіграє Хуана Мартіна дель Потро 6-7 (4), 7-6 (3), 6-1. Цей успіх допомагає йому 17 серпня вперше в кар'єрі піднятися на другу сходинку світового рейтингу (вищу в історії для британців), змістивши з неї іспанця Рафаеля Надаля, який входив до двійки найкращих тенісистів світу безперервно протягом більш ніж 4 років. Енді протримався на другій сходинці 2 тижні, після чого Надаль знову випередив шотландця у рейтингу. На наступному Мастерс 1000 в Цинциннаті, де він перемагав у минулому сезоні, Маррей дійшов до півфіналу, де поступився першому у світі на той момент Роджеру Федереру 2-6, 6-7 (8).
На останньому в році турнірі Великого шлему Відкритому чемпіонаті США, де Маррей торік зумів дійти до фіналу, цього разу він поступається в матчі четвертого раунду, програвши Марину Чиличу. Після турніру він знову опустився на третій рядок у рейтингу, а потім, не виступаючи на турнірах в цілому шість тижнів, і на четвертий. Наступний турнір зіграв у листопаді в Валенсії, де він зумів перемогти. У фіналі Маррей обіграв Михайла Южного 6-3, 6-2. На Мастерс Париж він поступається в матчі третього раунду, а на Фінальному турнірі ATP не виходить з групи, попри дві перемоги й одну поразку. Рік Маррей завершив на 4-му місці, вигравши рекордні для себе шість титулів в одному сезоні.

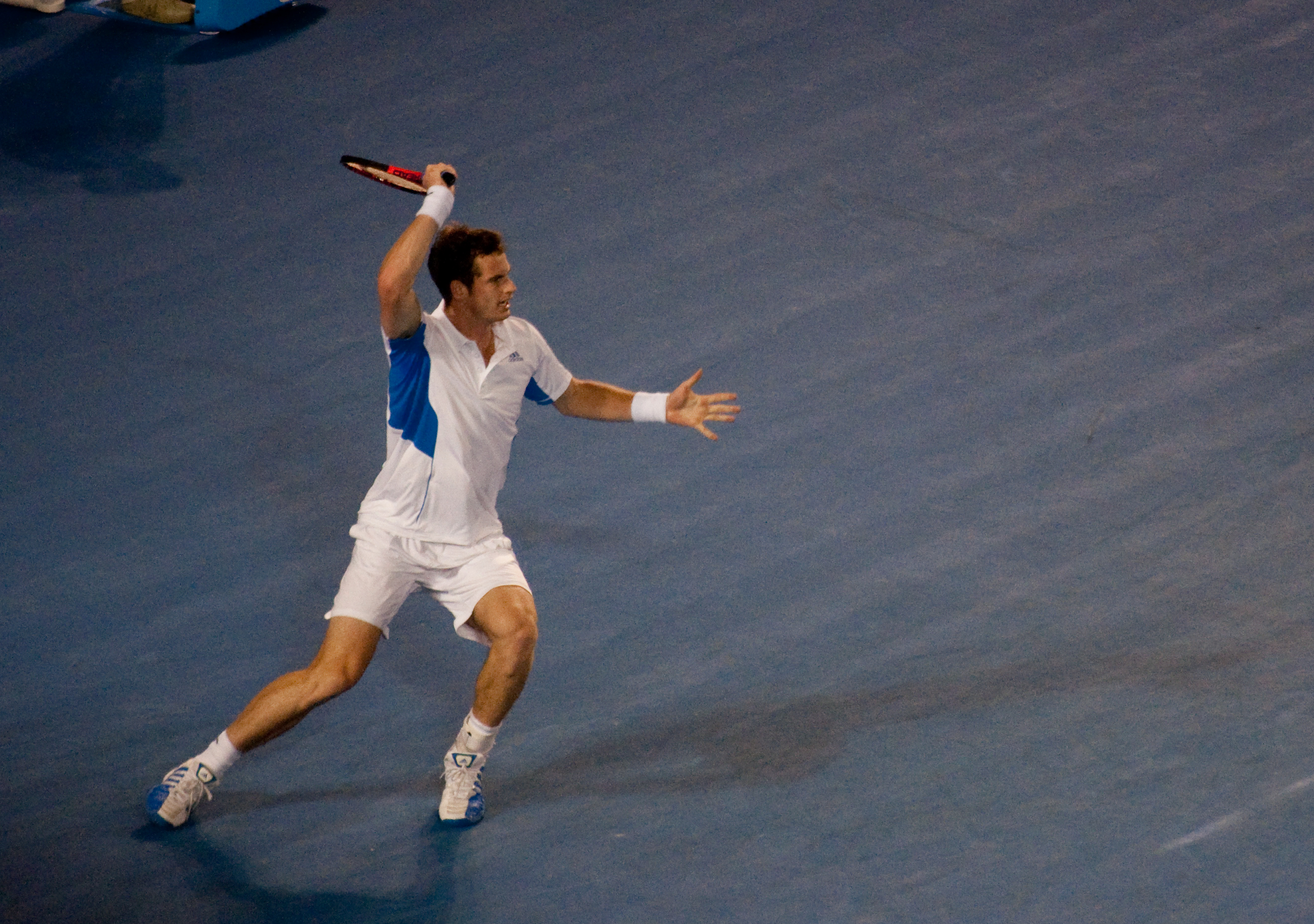
Енді Маррей під час чвертьфінального матчу на Australian Open у 2010 році, проти Рафаеля Надаля

### 2010
Сезон Маррей почав з участі разом з Лорою Робсон в традиційному виставковому турнірі Кубку Гопмана, де у складі команди Великої Британії вони дійшли до фіналу. Першим офіційним турніром для нього стає Відкритий чемпіонат Австралії, де до цього його найкращим виступом був вихід у четверте коло. Вийшовши у чвертьфінал де його суперником став другий у світі Рафаель Надаль, він одержує перемогу через відмову іспанця від продовження зустрічі за рахунку 6-3, 7-6 (2), 3-0 на користь Маррея. У півфіналі йому протистояв хорват Марин Чилич, якого Маррей обіграв 3-6, 6-4, 6-4, 6-2 і вдруге в кар'єрі оформив вихід у фінал на турнірі Великого шлему. Як і в першому його фіналі на Відкритому чемпіонаті США 2008 року, його суперником став Роджер Федерер, у якого Маррей і в цьому випадку не зміг взяти жодного сету, поступившись 3-6, 4-6, 6-7 (11).
Після цього на турнірі в Дубаї, він поступається вже у другому раунді. На Мастерс 1000 в Індіан-Веллс він дійшов до чвертьфіналу, а на Мастерс 1000 в Маямі поступився в першій же зустрічі Марді Фішу. Ґрунтова частина сезону для Маррея традиційно пройшла гірше. З виступів можна відзначити лише вихід до чвертьфіналу на турнірі Мастерс 1000 у Мадриді. На головному ґрунтовому турнірі Відкритому чемпіонаті Франції він вибув з боротьби на стадії четвертого раунду, поступившись Томашу Бердиху 4-6, 5-7, 3-6. На турнірі в Лондоні, де в минулому році Енді зумів виграти, цього разу він програє в третьому раунді Марді Фішу. На Вімблдонському турнірі йому вдалося повторити своє торішнє досягнення і вийти в півфінал. У боротьбі за вихід у фінал він поступається № 1 у світі іспанцеві Рафаелю Надалю 4-6, 6-7 (6), 4-6.
При підготовці до останнього у році турніру із серії Великого шлему Відкритого чемпіонату США Енді Маррей зіграв на трьох турнірах. Спочатку на турнірі в Лос-Анджелесі він дійшов до фіналу, де поступився американцеві Сему Кверрі. Потім в Торонто він зумів захистити свій торішній титул чемпіона на турнірі Canada Masters, перегравши у півфіналі Рафаеля Надаля 6-3, 6-4, а потім у фіналі й Роджера Федерера 7-5, 7-5. І нарешті на турнірі Мастерс 1000 у Цинциннаті він дійшов до чвертьфіналу. На самому Відкритому чемпіонаті США Енді несподівано оступився в третьому раунді, програвши швейцарцю Стену Вавринці 7-6 (3), 6-7 (4), 3-6, 3-6.
Останню частину сезону шотландець почав з виступу на турнірі в Пекіні, де дійшов до стадії чвертьфіналу. На турнірі серії Мастерс 1000 в Шанхаї Маррей завоював свій другий титул у сезоні, перегравши у вирішальний момент Роджера Федерера 6-3, 6-2. На турнірі у Валенсії йому не вдалося захистити торішній титул переможця. Зате в змагання парного розряду на цьому турнірі разом зі своїм старшим братом Джеймі він завоював перший в кар'єрі парний титул на турнірах ATP. На Мастерс Париж він дійшов до чвертьфіналу. На третьому для себе в кар'єрі Підсумковому турнірі він зумів вийти з групи до півфіналу з другого місця, де в результаті програв Рафаелю Надалю 6-7 (5), 6-3, 6-7 (6). Як і попередні два сезони Маррей за підсумками виступів зайняв четверте місце у світовому рейтингу.

### 2011

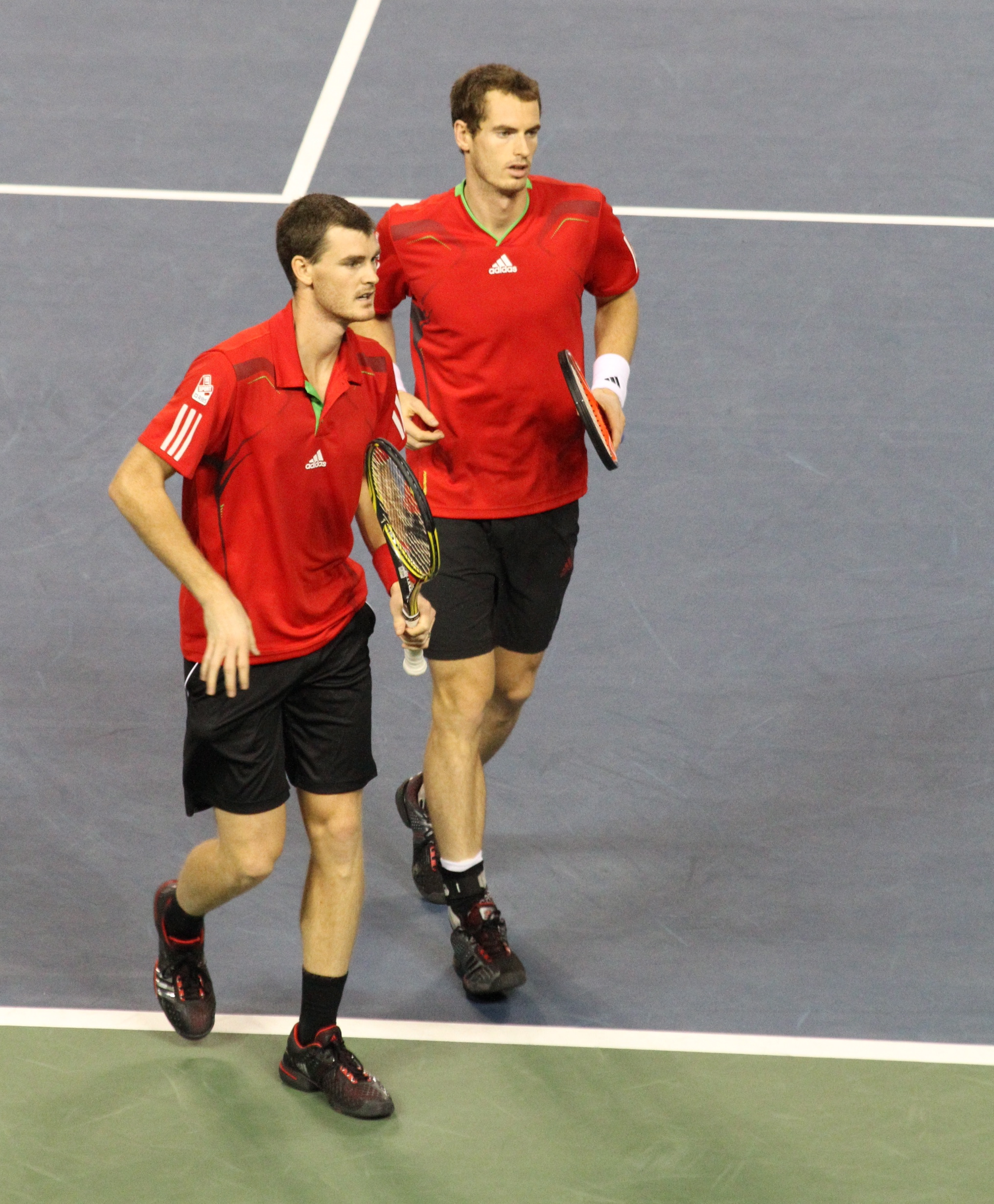
Енді з братом на турнірі в Японії 2011 рік

Як і торік, Маррей починає сезон з виступів на командному турнірі Кубку Гопмана. На відміну від торішнього виступу (фіналу) в цьому команда Великої Британії, яку він представляв спільно з Лорою Робсон, посіла останнє 4-е місце у своїй групі. Першим офіційним турніром в рамках Світового туру ATP для нього знову став Відкритий чемпіонат Австралії, де він минулого року дійшов до фіналу. Маррей вдається вдруге поспіль і втретє в кар'єрі дійти до фіналу турніру Великого шлему. Але знову він поступився в трьох сетах, на цей раз Новаку Джоковичу (до цього британець тричі поспіль перемагав Джоковича, в тому числі у двох фіналах турнірів серії Мастерс 1000). Перші дві поразки в фіналах турнірів Великого шлему (Відкритий чемпіонат США 2008 і Відкритий чемпіонат Австралії 2010) Маррею завдав Роджер Федерер.
Відразу після виступів в Австралії у Маррея наступає смуга невдач. Він програв стартові поєдинки на трьох турнірах поспіль в Роттердамі, Індіан-Веллс та Маямі. Ґрунтову частину сезону відкрив для себе з виступу в Монте-Карло, де зумів дійти до півфіналу. У Мадриді Маррей програє в третьому раунді. На турнірі в Римі, як і в Монте-Карло він зміг дійти до півфіналу. На Відкритому чемпіонаті Франції цього сезону Енді Маррей вперше зумів дійти до 1/2 фіналу. Далі він не зміг пройти, програвши Рафаелю Надалю 4-6, 5-7, 4-6.
На трав'яному турнірі в Лондоні, де він перемагав у 2009 році Енді вдається перемогти вдруге. У фіналі їм був переграний французький тенісист Жо-Вілфрід Тсонга 3-6, 7-6 (2), 6-4. На Вімблдонському турнірі в третій раз поспіль він зупиняється за крок від фіналу. Як і рік тому в півфіналі його обіграв Рафаель Надаль 7-5, 2-6, 2-6, 4-6.
Перший матч на турнірах ATP після Вімблдону зіграв в серпні на Мастерс 1000 в Торонто, проти Кевіна Андерсона, якому за підсумком поступився 3-6, 1-6. Потім він перемагає на Мастерс 1000 в Цинциннаті, перегравши у фіналі нову першу ракетку світу Новака Джоковича. За рахунку 6-4, 3-0 на користь Маррея серб відмовився від продовження зустрічі. На Відкритому чемпіонаті США зумів дійти до півфіналу. Як і на попередніх двох турнірах Великого шлему шлях далі йому перегородив Рафаель Надаль. Маррей поступається з рахунком 4-6, 2-6, 6-3, 2-6.
Наступним турніром після США для шотландця став турнір в Бангкоку, де Маррей зумів завоювати титул. Потім він завойовує ще один титул на турнірі в Токіо, вигравши у фіналі у 3-6, 6-2, 6-0. На цьому турнірі він зробив дубль, здобувши перемогу і в парному розряді разом зі своїм братом Джеймі. Третій поспіль турнір він виграє в Мастерс Шанхай, де він захищав свій торішній титул. У фіналі Маррей переграв Давіда Феррера — 7-5, 6-4. Першим хто зумів обіграти Маррея після цієї серії став Томаш Бердих, який виграв у Енді у чвертьфіналі Мастерс Париж. На Підсумковому турнірі, зігравши першу зустріч проти Феррера Маррей знявся з турніру через травму. За підсумками своїх виступів Маррей виявився на звичному для себе 4-му місці в рейтингу.

### 2012
У новий сезон Маррей прийшов з новим тренером. Його наставником став знаменитий у минулому тенісист Іван Лендл. Першим турніром для нього став турнір в Брисбені. Маррей виграв його. У фіналі він обіграв Олександра Долгополова 6-1, 6-3. На Відкритому чемпіонаті Австралії, де раніше він двічі поспіль виходив у фінал цього разу він зупинився за крок від повторення цього результату. У півфінальному протистоянні він програв чинному чемпіону Новаку Джоковичу в п'яти сетах 3-6, 6-3, 7-6 (4), 1-6, 5-7. Їх матч тривав 4 годині 50 хвилин. На Вімблдонському турнірі Маррей дійшов до фіналу, на шляху перегравши таких тенісистів як Давиденко, Карлович, Багдатіс, Чилич, Феррер і Тсонга. Але вийшовши у свій четвертий фінал турніру Великого шлему, знову поступився — каменем спотикання став Роджер Федерер, який переміг в чотирьох партіях з рахунком 4-6, 7-5, 6-3, 6-4. На Олімпійських іграх в Лондоні на тих же самих кортах Вімблдону Маррей виграв золоту медаль, перегравши першу і другу ракетки світу — відповідно Федерера у фіналі й Джоковича в півфіналі. Рахунок фінального матчу: 6-2, 6-1, 6-4. Тим самим Енді взяв у Роджера реванш за поразку у фіналі Вімблдонського турніру. Він також вийшов у фінал змішаного парного розряду разом з Лорою Робсон, але програв парі Вікторії Азаренко і Максима Мирного, залишившись зі сріблом.
10 вересня здобув історичну як для себе, так і для всього британського тенісу перемогу на Відкритому чемпіонаті США. Обігравши у фіналі серба Новака Джоковича з рахунком 7-6 (10), 7-5, 2-6, 3-6, 6-2, Енді вперше в кар'єрі виграв турнір Великого шлему. Для спортсменів Великої Британії цей успіх став першим за останні 76 років в чоловічому одиночному розряді. Після цього Маррей посів третю сходинку у світовому рейтингу. У жовтні він вийшов до півфіналу турніру в Токіо, а на Мастерс Шанхай зміг вийти у фінал, обігравши в півфіналі Роджера Федерера. У вирішальному матчі він поступився Новаку Джоковичу. На Підсумковому турнірі Маррей зміг вийти з групи з другого місця, але в півфіналі він програв Федереру.

### 2013
Сезон 2013 року Маррей почав з перемогу на турнірі в Брисбені, де він у фіналі переграв Григора Димитрова (7-6 (0), 6-4). На Відкритому чемпіонаті Австралії в півфіналі Енді вперше в кар'єрі переміг Федерера в рамках турнірів Великого шлему (6-4, 6-7 (5), 6-3, 6-7 (2), 6-2). Втретє він зіграв у фіналі першого в сезоні мейджора і знову без успіху. Маррей програв Новаку Джоковичу з рахунком 7-6 (2), 6-7 (3), 3-6, 2-6. Зробивши паузу в лютому британець повернувся на корт на березневих Мастерс 1000 в США. В Індіан-Веллс він дійшов до чвертьфіналу, а в Маямі зумів завоювати титул. У фіналі Маррей обіграв Давида Феррера (2-6, 6-4, 7-6 (1)) і після цього успіху піднявся в одиночному рейтингу на друге місце.
У ґрунтовій частині сезону найкращим результатом для Маррея став чвертьфінал в Мадриді, а Відкритий чемпіонат Франції йому довелося пропустити через травму. На траві Енді виступив уже в повну силу. Він виграв турнір в Лондоні, перегравши у фіналі Марина Чилича — 5-7, 7-5, 6-3. Потім Енді Маррей виграв Вімблдонський тенісний турнір. Він став першим британцем, який переміг в одиночному розряді з 1936 року. У фіналі в більш ніж тригодинному матчі він здолав головного фаворита і першу ракетку світу Новака Джоковича з рахунком 6-4, 7-5, 6-4. На Відкритому чемпіонаті США в цьому сезоні Маррей захищав торішній титул. Йому вдалося дійти на цей раз до чвертьфіналу, де Енді поступився Стену Вавринці. Після виступу за збірну Великої Британії в першому раунді Кубка Девіса у вересні Маррей достроково завершив сезон, щоб розв'язувати проблеми зі спиною.

### 2014
На Відкритому чемпіонаті Австралії Маррей вже у чвертьфіналі зіткнувся з Роджером Федерером і програв швейцарцю в чотирьох сетах. Це обставина вплинула на втрату рейтингових очок і падіння британця на 6-й рядок. У лютому найкращим результатом Маррея на двох зіграних турнірах став півфінал в Акапулько. У березні на Мастерс 1000 в Маямі він дограв до чвертьфіналу. Наступний раз у чвертьфінал Маррей потрапив в травні на ґрунтовому Мастерс 1000 в Римі. На Ролан Гаррос 27-річний британець повторив своє найкраще досягнення — вихід до півфіналу. На цій стадії він програв «ґрунтовому королю» Рафаеалю Надалю.
На Вімблдонському турнірі Маррей не зміг захистити свій торішній титул. У чвертьфіналі його переграв Григор Димитров, перервавши серію з 17-и перемог поспіль (включаючи Олімпіаду 2012 року) на кортах Вімблдону. Після турніру Енді відкотився в рейтингу на 10-е місце — найгірша позиція з 2008 року. У серпні на Мастерс 1000 в Торонто і Цинциннаті Маррей зумів дійти до чвертьфіналу. Такий же результат чекав його на Відкритому чемпіонаті США, де шлях до півфіналу закрив Новак Джокович.
Найбільш успішним відрізком сезону для Маррея стали осінні виступи. 28 вересня він переміг на турнірі в Шеньчжені, завдавши поразки в фіналі Томмі Робредо — 5-7, 7-6 (9), 6-1. Титул став першим для Енді з Вімблдону 2013 року. Через тиждень після цього успіху він дістався до півфіналу турніру в Пекіні. Другий титул в сезоні Маррей взяв на зальному турнірі у Відні, перегравши 19 жовтня в фіналі Давида Феррера — 5-7, 6-2, 7-5.Через тиждень, 26 жовтня на турнірі у Валенсії в одному з найдовших фіналів сезону (матч тривав 3 години 20 хвилин) він знову обіграв Робредо: 3-6, 7-6 (7), 7-6 (8). Осінні успіхи дозволили Маррею відібратися до вісімки найсильніших, які потрапляли на Підсумковий турнір в Лондон. На ньому британець виступив невдало. Вигравши тільки один матч у своїй групі з трьох, він покинув турнір. Вперше з 2007 року Маррей фінішував в рейтингу за підсумком сезону нижче 4-го місця, зайнявши 6-й рядок.

### 2015
На Відкритому чемпіонаті Австралії Енді Маррей в четвертий раз в кар'єрі добрався до вирішального матчу і з них втретє йому протистояв Новак Джокович. Маррей і на цей раз програв сербу в фіналі. Після турніру він повернувся в найкращі 4 світового рейтингу. Після двох чвертьфіналів на турнірах в Роттердамі й Дубаї Енді успішно зіграв за Велику Британію в Кубку Девіса. У першому раунді кубка проти збірної США він виграв обидві свої особисті зустрічі (в Ізнера і Янга), тим самим внісши важливий внесок в перемогу Великої Британії з загальним рахунком 3-2. У березні на Мастерс 1000 в Індіан-Веллс Маррей вийшов у півфінал, а на наступному турнірі серії в Маямі вийшов у фінал. Обидва рази його обіграв Джокович.

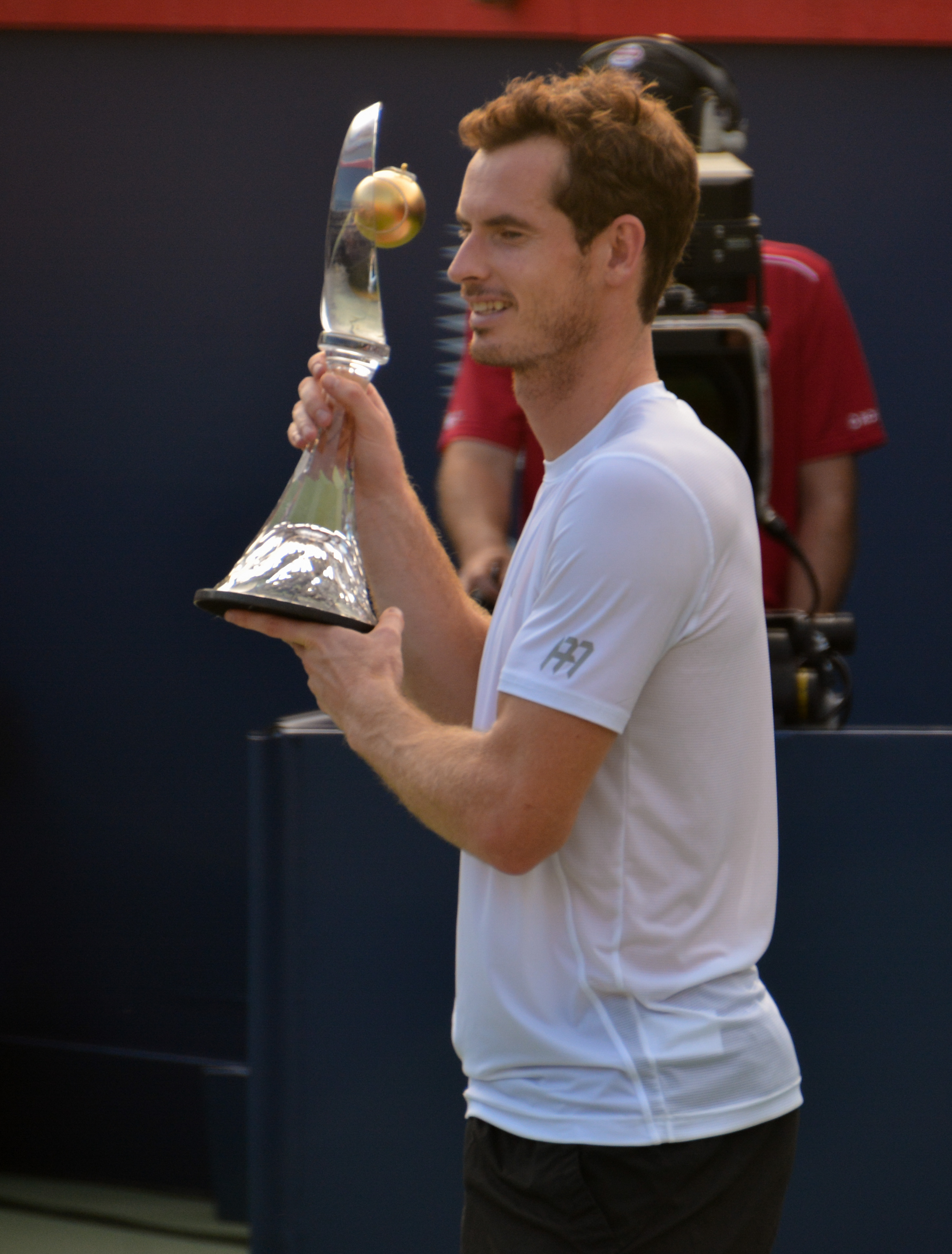
Енді Маррей з Кубком Роджерс у 2015 році.

У цьому сезоні Енді Маррей виграв свої перші титули на ґрунті. На початку травня він взяв турнір в Мюнхені, обігравши в фіналі німця Філіппа Кольшрайбера (7-6 (4), 5-7, 7-6 (4)). Він став першим британцем з 1976 року, який виграв одиночний титул в турі на ґрунтовому покритті. Через тиждень в Мадриді Маррей виграв ще один трофей, взявши вперше в кар'єрі — ґрунтовий Мастерс 1000. У фіналі він вперше в кар'єрі обіграв на ґрунті Рафаеля Надаля (6-3, 6-2). На Відкритому чемпіонаті Франції Маррею в третій раз в кар'єрі вдалося досягти півфіналу, але тут він знову не зміг впоратися з Новаком Джоковичем. Їх матч тривав понад 4 години.
У червні Маррей вдало розпочав виступи на траві. Він виграв турнір в Лондоні, перегравши у фіналі Кевіна Андерсона — 6-3, 6-4. На Вімблдоні Енді дійшов до півфіналу, де в трьох сетах поступився Роджеру Федереру. У липні Маррей взяв участь в Кубку Девіса, принісши перемогу з рахунком 3-1 у чвертьфіналі команді Великої Британії, вигравши в поєдинках зі збірною Франції три матчі (два в одиночному розряді й один в парному, який він грав з братом Джеймі). У серпні в фіналі Мастерс 1000 в Монреалі Енді перервав низку невдалих зустрічей з першою ракеткою світу — Новаком Джоковичем (остання перемога в матчі з цим суперником датувалася липнем 2013 року, коли він виграв Вімблдон). Маррей завоював титул, перемігши серба в трьох сетах — 6-4, 4-6, 6-3. Після цієї перемоги він піднявся в рейтингу на друге місце. У Цинциннаті він дограв до півфіналу, де програв Федереру. На Відкритому чемпіонаті США Маррей не зміг пройти далі четвертого раунду. На цій стадії його несподівано обіграв Кевін Андерсон з ПАР.
У вересні в півфіналі Кубка Девіса проти збірної Австралії Маррей знову був лідером команди. Він приніс все три переможних очки для своєї команди, перемігши у двох одиночних і однієї парної зустрічі (з братом Джеймі). Збірна Великої Британії, перемігши з рахунком 3-2, вперше з 1978 року змогла потрапити у фінал Кубка Девіса. У жовтні на Мастерс Шанхай Маррей вийшов у півфінал, в якому програв Джоковичу. Наступний раз Джокович і Маррей грали в фіналі Мастерс Париж і перемогу знову відсвяткував сербський тенісист. На Підсумковому турнірі Енді виступив невдало, програвши два матчі з трьох, він не зміг вийти зі своєї групи. У кінцівці сезону Маррей зі збірною Великої Британії здобув важливу перемогу. Вперше з 1936 року британці стали володарями Кубка Девіса, обігравши у фіналі команду Бельгії. Маррей знову приніс команді три очки, вигравши дві особисті та одну парну зустрічі. За весь сезон в Кубку Девіса Маррей переміг у всіх своїх матчах, принісши 11 очок в скарбничку команди за 4 раунду на шляху до Кубка.

### 2016

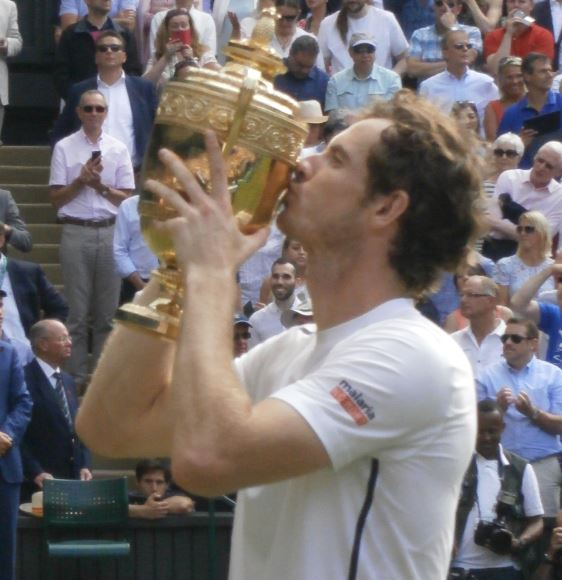
Маррей з головним призом Вімблдонського турніру 2016 року

На Відкритому чемпіонаті Австралії Енді Маррей знову дійшов до фіналу. П'ятий фінал турніру знову став невдалим: він програв Новаку Джоковичу — 1-6, 5-7, 6-7 (3). Енді став другим тенісистом у Відкритій ері (після Івана Лендла), хто програв п'ять фіналів на одному з турнірів Великого шлему. На Мастерс 1000 в США в березні Маррей зіграв невдало, поступившись на двох турнірах в третьому раунді. Ґрунтову частину сезону у квітні він почав з Мастерс Монте-Карло, де добрався до півфіналу, поступившись там Надалю. У перший тиждень травня на Мастерс 1000 в Мадриді він знову в півфіналі зіграв проти Надаля і на цей раз здобув перемогу. Але у вирішальному матчі за титул Енді поступився Новаку Джоковичу — 2-6, 6-3, 3-6. Реванш вже у Джоковича Маррей взяв на Мастерс 1000 в Римі, де вони зустрілися знову в фінальному матчі. Обігравши Новака з рахунком 6-3, 6-3, Маррей виграв перший в сезоні титул. На Ролан Гаррос Він вперше в кар'єрі зумів дійти до фіналу, де Новак Джокович знову став перешкодою до титулу. На цей раз Маррей програв 6-3, 1-6, 2-6, 4-6. Він став першим британським тенісистом в чоловічому тенісі з 1937 року, який вийшов у фінал на Ролан Гаррос.
У червні Енді в п'ятий раз переміг на турнірі в Лондоні, обігравши в фіналі Милоша Раонича — 6-7 (5), 6-4, 6-3. Далі Маррей зумів вдруге виграти Вімблдон, знову обігравши в фіналі Милоша Раонича — 6-4, 7-6 (3), 7-6 (2). У серпні Маррей зіграв на Олімпійських іграх в Ріо-де-Жанейро. Вигравши у фіналі у Хуана Мартіна дель Потро з рахунком 7-5, 4-6, 6-2, 7-5, він став першим в історії дворазовим переможцем Олімпійських Ігор в одиночному розряді. Після перемоги на Олімпіаді Маррей виступив на Мастерс 1000 в Цинциннаті й там вийшов у фінал, програвши в боротьбі за титул Марину Чиличу — 4-6 5-7. На Відкритому чемпіонаті США Енді програв в 1/4 фіналу Кеі Нішікорі з рахунком 6-1, 4-6, 6-4, 1-6, 5-7. У вересні він зіграв за Великої Британію в півфіналі Кубка Девіса проти збірної Аргентини. Маррей виграв одну особисту й одну парну зустріч, проте програв лідеру аргентинців дель Потро. В результаті володарі Кубка програли Аргентині з рахунком 2-3.
Кінцівку сезону Маррей провів чудово. Він виграв поспіль 23 матчі на п'яти турнірах, не програвши жодного. Перший титул в цій серії Енді виграв на турнірі в Пекіні, обігравши в фіналі Григора Димитрова (6-4, 7-6 (2)). Це 40-й виграний одиночний турнір у Світовому турі в кар'єрі Маррея. Потім він переміг у Мастерс Шанхай, завдавши поразки в фіналі іспанцю Роберто Баутісті Аґуту (7-6 (1), 6-1). Наступний трофей Маррей виграв на турнірі у Відні, де суперником по фіналу став француз Жо-Вілфрід Тсонга. Четверту поспіль перемогу Маррей здобув на Мастерс Париж, перегравши у фіналі Джона Ізнера (6-3, 6-7 (4), 6-4). Після його виходу в фінал в Парижі стало відомо, що Маррей очолить рейтинг тенісистів з наступного тижня.7 листопада 2016 року Енді Маррей вперше піднявся на першу сходинку і на Підсумковий турнір в Лондоні поїхав як перша ракетка світу. Він став першим представником Великої Британії, кому вдалося очолити одиночний рейтинг ATP. Підсумковий турнір також залишився за Енді. Вигравши складний матч в півфіналі у Милоша Раонича 5-7, 7-6 (5), 7-6 (9), він вийшов у фінал на Новака Джоковича і переміг уже у двох сетах з рахунком 6-3, 6-4. Маррей зберіг за собою лідерство рейтингу за підсумками сезону.

### 2017
На першому в сезоні офіційному турнірі Маррей вийшов у фінал. Це сталося в Досі, де у вирішальному матчі зустрілися лідери світового рейтингу № 1 Маррей і № 2 Джокович. Енді програв цей матч в трьох сетах (3-6, 7-5, 4-6). На Відкритому чемпіонаті Австралії він виступив не дуже вдало, програвши в четвертому раунді Міші Звєрєву. На початку березня Енді здобув перемогу на турнірі в Дубаї, яка стала єдиною для нього в тому сезоні й 45-й за кар'єру. У фіналі він виявився сильнішим за іспанця Фернандо Вердаско — 6-3, 6-2. У квітні на ґрунті в Барселоні Маррей зміг дійти до півфіналу. Такого ж результату він досяг і на кортах Ролан Гаррос. У боротьбі за вихід у фінал він у впертій боротьбі програв Стену Вавринці. Їх матч тривав 4 години 34 хвилини й закінчився з рахунком 7-6 (6), 3-6, 7-5, 6-7 (3), 1-6 не на користь Маррея. На Вімблдонському турнірі він захищав свій торішній титул і вийшов в 1/4 фіналу, програвши на цій стадії Сему Кверрі з США.
Вімблдон став останнім для Маррея турніром в сезоні. Він був змушений пропустити понад рік через травму тазостегнового суглоба. Через пропуск половини сезону він втратив звання першої ракетки світу і завершив сезон на 16-му місці.

### 2018
Відновлення Маррея затягнулося на довгий період. Повернення на корт відбулося в червні, коли він зіграв на підготовчих до Вїмблдону турнірах в Лондоні й Істборні, але не просунувся на них далі другого раунду. Вімблдон він був змушений пропустити й опустився після нього в рейтингу на 839-е місце. У серпні на турнірі у Вашингтоні Маррей вперше за довгий час зміг потрапити до чвертьфіналу, але не вийшов на корт через проблеми зі здоров'ям. Відкритий чемпіонат США завершився для британця поразкою в другому раунді від Фернандо Вердаско. Після цього він зіграв лише на одному турнірі в Шеньчжені у вересні, де його результатом став вихід у чвертьфінал.

### 2019
11 січня на пресконференції перед Відкритим чемпіонатом Австралії Маррей оголосив, що думає про завершення кар'єри після домашнього Вімблдонського турніру, але зізнався, що його виступ на Відкритому чемпіонаті Австралії може бути останнім у зв'язку з травмою стегна і сильних болів, які він відчуває вже 20 місяців. Australian Open закінчує не розпочавши: в першому раунді у важкій боротьбі поступається іспанському тенісистові Роберто Баутісті Аґуту в чотирьох сетах.
Після операції Маррей вирішив не припиняти кар'єру і повернувся на корт, виступаючи в парному розряді. На турнірі в Лондоні в парі з іспанцем Лопесом виграв головний приз парних змагань.
На турнірі в Істборні Маррей також заявився тільки в парі: з бразильцем Марсело Мело програли в першому матчі, в 1/8 фіналу на Центральному корті турніру (2-6, 4-6).
На Вімблдоні в парному розряді доходить до другого раунді (з французьким тенісистом Ербером), в якому вони поступилися з рахунком 7-6 (4), 4-6, 2-6, 3-6. У змішаному розряді з Сереною Вільямс Енді дістався 1/8 фіналу, в якому їх дует програв неодноразовим власникам Великого шлему Габріелі Дабровскі і Мате Павичу з рахунком 3-6, 6-4, 2-6. Після матчу на пресконференції говорять про можливість того, що вони разом ще виступлять на інших турнірах.
Вже після оголошення про свою участь в парному і змішаному розрядах Відкритого чемпіонату США Маррей робить несподівану заяву про зняття з турніру і спробі повернення в одиночний розряд. Він виступає в Вінстон-Сейлемі, а потім на Челленджері в Мальорці, ставши другим в історії гравцем, який займав коли-небудь перший рядок одиночного рейтингу, який грав в Челленджер.
Маррей отримує запрошення на турнір в Пекіні й обігрує 13-ту ракетку світу Маттео Берреттіні 7-6 (2), 7-6 (7). Турнір для нього закінчується чвертьфіналом, де його зупинив 5-я ракетка Домінік Тім. Маррей отримав черговий вайлд-кард на Мастерс Шанхай і програє у другому колі лише на тай-брейку третього сету Фабіо Фоніні.
У жовтні 2019 року дійшов до фіналу турніру в Антверпені й обіграв швейцарця Стена Вавринку в трьох сетах. Це став для Маррея перший титул в одиночному розряді, починаючи з березня 2017 року. Цією перемогою він увійшов вперше за довгий час в топ 130 світового рейтингу в чоловічому одиночному розряді.

### 2024
У липні 37-річний тенісист оголосив прийдешній турнір останнім у професіональній кар'єрі.
1 серпня Маррей в парі з Даніелем Евансом на Олімпійських іграх в Парижі провів свій останній матч в кар'єрі професійного гравця.

## Статистика виступів
Фінали турнірів Великого шлему: 11 (3 перемоги, 8 поразок)
| Статус     | Рік  | Турнір                      | Покриття | Суперник у фіналі | Рахунок у фіналі               |
| ---------- | ---- | --------------------------- | -------- | ----------------- | ------------------------------ |
| Фіналіст   | 2008 | Відкр. чемп. США (1)        | Хард     | Роджер Федерер    | 2-6, 5-7, 2-6                  |
| Фіналіст   | 2010 | Відкр. чемп. Австралії (1)  | Хард     | Роджер Федерер    | 3-6, 4-6, 6-7(11-13)           |
| Фіналіст   | 2011 | Відкр. чемп. Австралії (2)  | Хард     | Новак Джокович    | 4-6, 2-6, 3-6                  |
| Фіналіст   | 2012 | Вімблдон (1)                | Трава    | Роджер Федерер    | 6-4, 5-7, 3-6, 4-6             |
| Переможець | 2012 | Відкритий чемпіонат США (2) | Хард     | Новак Джокович    | 7-6(12-10), 7-5, 2-6, 3-6, 6-2 |
| Фіналіст   | 2013 | Відкр. чемп. Австралії (3)  | Хард     | Новак Джокович    | 7-6(7-2), 6-7(3-7), 3-6, 2-6   |
| Переможець | 2013 | Вімблдон (1)                | Трава    | Новак Джокович    | 6-4, 7-5, 6-4                  |
| Фіналіст   | 2015 | Відкр. чемп. Австралії (4)  | Хард     | Новак Джокович    | 6-7(5-7), 7-6(7-4), 3-6, 0-6   |
| Фіналіст   | 2016 | Відкр. чемп. Австралії (5)  | Хард     | Новак Джокович    | 1-6, 5-7, 6-7(3-7)             |
| Фіналіст   | 2016 | Відкр. чемп. Франції        | Ґрунт    | Новак Джокович    | 6–3, 1–6, 2–6, 4–6             |
| Переможець | 2016 | Вімблдон (2)                | Трава    | Милош Раонич      | 6–4, 7–6(7–3), 7–6(7–2)        |

## Фінали турнірів ATP

### Одиночний розряд: 71 (46 титулів, 25 поразок)
| Легенда                       |
| ----------------------------- |
| Турніри Великого шолома (3–8) |
| ATP Tour Фінали (1–0)         |
| ATP Tour Masters 1000 (14–7)  |
| Олімпійські Ігри (2–0)        |
| ATP Tour 500 Series (9–1)     |
| ATP Tour 250 Series (17–9)    |

| Фінали за покриттям |
| ------------------- |
| Тверде (34–21)      |
| Ґрунт (3–2)         |
| Трава (8–2)         |
| Килим (1–0)         |

| Фінали за умовами |
| ----------------- |
| Під небом (31–22) |
| У залі (15–3)     |

| Результат | В-П   | Дата     | Турнір                                            | Tier          | Покриття   | Опонент                | Рахунок                        | Ref    |
| --------- | ----- | -------- | ------------------------------------------------- | ------------- | ---------- | ---------------------- | ------------------------------ | ------ |
| Поразка   | 0–1   | Жов 2005 | Thailand Open, Таїланд                            | International | Тверде (i) | Роджер Федерер         | 3–6, 5–7                       | [ 22 ] |
| Перемога  | 1–1   | Лют 2006 | Pacific Coast Championships, US                   | International | Тверде (i) | Ллейтон Г'юїтт         | 2–6, 6–1, 7–6(7–3)             | [ 23 ] |
| Поразка   | 1–2   | Сер 2006 | Washington Open, US                               | International | Тверде     | Арно Клеман            | 6–7(3–7), 2–6                  |        |
| Поразка   | 1–3   | Січ 2007 | Qatar ExxonMobil Open, Катар                      | International | Тверде     | Іван Любичич           | 4–6, 4–6                       |        |
| Перемога  | 2–3   | Лют 2007 | Pacific Coast Championships, US (2)               | International | Тверде (i) | Іво Карлович           | 6–7(3–7), 6–4, 7–6(7–2)        | [ 24 ] |
| Поразка   | 2–4   | Жов 2007 | Moselle Open, Франція                             | International | Тверде (i) | Томмі Робредо          | 6–0, 2–6, 3–6                  |        |
| Перемога  | 3–4   | Жов 2007 | St. Petersburg Open, Росія                        | International | Килим (i)  | Фернандо Вердаско      | 6–2, 6–3                       |        |
| Перемога  | 4–4   | Січ 2008 | Катар Open, Катар                                 | International | Тверде     | Стен Вавринка          | 6–4, 4–6, 6–2                  | [ 25 ] |
| Перемога  | 5–4   | Лют 2008 | Open 13, Франція                                  | International | Тверде (i) | Маріо Анчич            | 6–3, 6–4                       | [ 25 ] |
| Win       | 6–4   | Сер 2008 | Мастерс Цинциннаті, US                            | Masters       | Тверде     | Новак Джокович         | 7–6(7–4), 7–6(7–5)             | [ 25 ] |
| Loss      | 6–5   | Вер 2008 | Відкритий чемпіонат США з тенісу, US              | Grand Slam    | Тверде     | Роджер Федерер         | 2–6, 5–7, 2–6                  | [ 26 ] |
| Перемога  | 7–5   | Жов 2008 | Мастерс Мадрид, Іспанія                           | Masters       | Тверде (i) | Жиль Сімон             | 6–4, 7–6(8–6)                  | [ 25 ] |
| Win       | 8–5   | Жов 2008 | St. Petersburg Open, Росія (2)                    | International | Тверде (i) | Андрій Голубєв         | 6–1, 6–1                       |        |
| Win       | 9–5   | Січ 2009 | Катар Open, Катар (2)                             | 250 Series    | Тверде     | Енді Роддік            | 6–4, 6–2                       | [ 27 ] |
| Перемога  | 10–5  | Лют 2009 | Rotterdam Open, Нідерланди                        | 500 Series    | Тверде (i) | Рафаель Надаль         | 6–3, 4–6, 6–0                  | [ 28 ] |
| Loss      | 10–6  | Бер 2009 | Indian Wells Open, US                             | Masters 1000  | Тверде     | Рафаель Надаль         | 1–6, 2–6                       | [ 29 ] |
| Win       | 11–6  | Кві 2009 | Відкритий чемпіонат Маямі з тенісу, US            | Masters 1000  | Тверде     | Новак Джокович         | 6–2, 7–5                       |        |
| Win       | 12–6  | Чер 2009 | Queen's Club Championships, UK                    | 250 Series    | Трава      | Джеймс Блейк           | 7–5, 6–4                       | [ 30 ] |
| Win       | 13–6  | Сер 2009 | Мастерс Канада, Канада                            | Masters 1000  | Тверде     | Хуан Мартін дель Потро | 6–7(4–7), 7–6(7–3), 6–1        | [ 31 ] |
| Win       | 14–6  | Лис 2009 | Valencia Open, Іспанія                            | 500 Series    | Тверде (i) | Михайло Южний          | 6–3, 6–2                       | [ 32 ] |
| Loss      | 14–7  | Січ 2010 | Відкритий чемпіонат Австралії з тенісу, Австралія | Grand Slam    | Тверде     | Роджер Федерер         | 3–6, 4–6, 6–7(11–13)           | [ 33 ] |
| Loss      | 14–8  | Сер 2010 | Los Angeles Open, US                              | 250 Series    | Тверде     | Сем Кверрі             | 7–5, 6–7(2–7), 3–6             | [ 34 ] |
| Win       | 15–8  | Сер 2010 | Canadian Open, Канада (2)                         | Masters 1000  | Тверде     | Роджер Федерер         | 7–5, 7–5                       | [ 35 ] |
| Win       | 16–8  | Жов 2010 | Мастерс Шанхай, КНР                               | Masters 1000  | Тверде     | Роджер Федерер         | 6–3, 6–2                       | [ 36 ] |
| Loss      | 16–9  | Січ 2011 | Australian Open, Австралія                        | Grand Slam    | Тверде     | Новак Джокович         | 4–6, 2–6, 3–6                  |        |
| Win       | 17–9  | Чер 2011 | Queen's Club Championships, UK (2)                | 250 Series    | Трава      | Жо-Вілфрід Тсонга      | 3–6, 7–6(7–2), 6–4             |        |
| Win       | 18–9  | Сер 2011 | Cincinnati Open, US (2)                           | Masters 1000  | Тверде     | Новак Джокович         | 6–4, 3–0 ret.                  |        |
| Win       | 19–9  | Жов 2011 | Таїланд Open, Таїланд                             | 250 Series    | Тверде (i) | Доналд Янг             | 6–2, 6–0                       |        |
| Win       | 20–9  | Жов 2011 | Japan Open, Японія                                | 500 Series    | Тверде     | Рафаель Надаль         | 3–6, 6–2, 6–0                  |        |
| Win       | 21–9  | Жов 2011 | Shanghai Masters, КНР (2)                         | Masters 1000  | Тверде     | Давид Феррер           | 7–5, 6–4                       |        |
| Win       | 22–9  | Січ 2012 | Brisbane International, Австралія                 | 250 Series    | Тверде     | Олександр Долгополов   | 6–1, 6–3                       |        |
| Loss      | 22–10 | Бер 2012 | Dubai Tennis Championships, UAE                   | 500 Series    | Тверде     | Роджер Федерер         | 5–7, 4–6                       |        |
| Loss      | 22–11 | Кві 2012 | Miami Open, US                                    | Masters 1000  | Тверде     | Новак Джокович         | 1–6, 6–7(4–7)                  |        |
| Loss      | 22–12 | Лип 2012 | Вімблдонський турнір, UK                          | Grand Slam    | Трава      | Роджер Федерер         | 6–4, 5–7, 3–6, 4–6             | [ 37 ] |
| Win       | 23–12 | Сер 2012 | Теніс на Олімпійських іграх, UK                   | Olympics      | Трава      | Роджер Федерер         | 6–2, 6–1, 6–4                  | [ 38 ] |
| Win       | 24–12 | Вер 2012 | US Open, US                                       | Grand Slam    | Тверде     | Новак Джокович         | 7–6(12–10), 7–5, 2–6, 3–6, 6–2 | [ 39 ] |
| Loss      | 24–13 | Жов 2012 | Shanghai Masters, КНР                             | Masters 1000  | Тверде     | Новак Джокович         | 7–5, 6–7(11–13), 3–6           | [ 40 ] |
| Win       | 25–13 | Січ 2013 | Brisbane International, Австралія (2)             | 250 Series    | Тверде     | Григор Димитров        | 7–6(7–0), 6–4                  |        |
| Loss      | 25–14 | Січ 2013 | Australian Open, Австралія                        | Grand Slam    | Тверде     | Новак Джокович         | 7–6(7–2), 6–7(3–7), 3–6, 2–6   | [ 41 ] |
| Win       | 26–14 | Бер 2013 | Miami Open, US (2)                                | Masters 1000  | Тверде     | Давид Феррер           | 2–6, 6–4, 7–6(7–1)             |        |
| Win       | 27–14 | Чер 2013 | Queen's Club Championships, UK (3)                | 250 Series    | Трава      | Марин Чилич            | 5–7, 7–5, 6–3                  |        |
| Win       | 28–14 | Лип 2013 | Wimbledon, UK                                     | Grand Slam    | Трава      | Новак Джокович         | 6–4, 7–5, 6–4                  |        |
| Win       | 29–14 | Вер 2014 | Shenzhen Open, КНР                                | 250 Series    | Тверде     | Томмі Робредо          | 5–7, 7–6(11–9), 6–1            | [ 42 ] |
| Win       | 30–14 | Жов 2014 | Vienna Open, Австрія                              | 250 Series    | Тверде (i) | Давид Феррер           | 5–7, 6–2, 7–5                  | [ 43 ] |
| Win       | 31–14 | Жов 2014 | Valencia Open, Іспанія (2)                        | 500 Series    | Тверде (i) | Томмі Робредо          | 3–6, 7–6(9–7), 7–6(10–8)       |        |
| Loss      | 31–15 | Лют 2015 | Australian Open, Австралія                        | Grand Slam    | Тверде     | Новак Джокович         | 6–7(5–7), 7–6(7–4), 3–6, 0–6   | [ 44 ] |
| Loss      | 31–16 | Кві 2015 | Miami Open, US                                    | Masters 1000  | Тверде     | Новак Джокович         | 6–7(3–7), 6–4, 0–6             |        |
| Win       | 32–16 | Тра 2015 | BMW Open, Німеччина                               | 250 Series    | Ґрунт      | Філіпп Кольшрайбер     | 7–6(7–4), 5–7, 7–6(7–4)        |        |
| Win       | 33–16 | Тра 2015 | Madrid Open, Іспанія (2)                          | Masters 1000  | Ґрунт      | Рафаель Надаль         | 6–3, 6–2                       |        |
| Win       | 34–16 | Чер 2015 | Queen's Club Championships, UK (4)                | 500 Series    | Трава      | Кевін Андерсон         | 6–3, 6–4                       |        |
| Win       | 35–16 | Сер 2015 | Canadian Open, Канада (3)                         | Masters 1000  | Тверде     | Новак Джокович         | 6–4, 4–6, 6–3                  |        |
| Loss      | 35–17 | Лис 2015 | Мастерс Париж, Франція                            | Masters 1000  | Тверде (i) | Новак Джокович         | 2–6, 4–6                       |        |
| Loss      | 35–18 | Січ 2016 | Australian Open, Австралія                        | Grand Slam    | Тверде     | Новак Джокович         | 1–6, 5–7, 6–7(3–7)             |        |
| Loss      | 35–19 | Тра 2016 | Madrid Open, Іспанія                              | Masters 1000  | Ґрунт      | Новак Джокович         | 2–6, 6–3, 3–6                  |        |
| Win       | 36–19 | Тра 2016 | Мастерс Рим, Італія                               | Masters 1000  | Ґрунт      | Новак Джокович         | 6–3, 6–3                       |        |
| Loss      | 36–20 | Чер 2016 | Відкритий чемпіонат Франції з тенісу, Франція     | Grand Slam    | Ґрунт      | Новак Джокович         | 6–3, 1–6, 2–6, 4–6             |        |
| Win       | 37–20 | Чер 2016 | Queen's Club Championships, UK (5)                | 500 Series    | Трава      | Милош Раонич           | 6–7(5–7), 6–4, 6–3             |        |
| Win       | 38–20 | Лип 2016 | Wimbledon, UK (2)                                 | Grand Slam    | Трава      | Милош Раонич           | 6–4, 7–6(7–3), 7–6(7–2)        |        |
| Win       | 39–20 | Сер 2016 | Olympic Games, Бразилія (2)                       | Olympics      | Тверде     | Хуан Мартін дель Потро | 7–5, 4–6, 6–2, 7–5             |        |
| Loss      | 39–21 | Сер 2016 | Cincinnati Open, US                               | Masters 1000  | Тверде     | Марин Чилич            | 4–6, 5–7                       |        |
| Win       | 40–21 | Жов 2016 | China Open, КНР                                   | 500 Series    | Тверде     | Григор Димитров        | 6–4, 7–6(7–2)                  |        |
| Win       | 41–21 | Жов 2016 | Shanghai Masters, КНР (3)                         | Masters 1000  | Тверде     | Роберто Баутіста Аґут  | 7–6(7–1), 6–1                  |        |
| Win       | 42–21 | Жов 2016 | Vienna Open, Австрія (2)                          | 500 Series    | Тверде (i) | Жо-Вілфрід Тсонга      | 6–3, 7–6(8–6)                  |        |
| Win       | 43–21 | Лис 2016 | Paris Masters, Франція                            | Masters 1000  | Тверде (i) | Джон Ізнер             | 6–3, 6–7(4–7), 6–4             |        |
| Win       | 44–21 | Лис 2016 | Фінал ATP, UK                                     | Tour Фінали   | Тверде (i) | Новак Джокович         | 6–3, 6–4                       |        |
| Loss      | 44–22 | Січ 2017 | Катар Open, Катар                                 | 250 Series    | Тверде     | Новак Джокович         | 3–6, 7–5, 4–6                  |        |
| Win       | 45–22 | Бер 2017 | Dubai Tennis Championships, UAE                   | 500 Series    | Тверде     | Фернандо Вердаско      | 6–3, 6–2                       |        |
| Win       | 46–22 | Жов 2019 | European Open, Бельгія                            | 250 Series    | Тверде (i) | Стен Вавринка          | 3–6, 6–4, 6–4                  |        |
| Loss      | 46–23 | Січ 2022 | Sydney International, Австралія                   | 250 Series    | Тверде     | Аслан Карацев          | 3–6, 3–6                       |        |
| Loss      | 46–24 | Чер 2022 | Stuttgart Open, Німеччина                         | 250 Series    | Трава      | Маттео Берреттіні      | 4–6, 7–5, 3–6                  |        |
| Loss      | 46–25 | Лют 2023 | Катар Open, Катар                                 | 250 Series    | Тверде     | Данило Медведєв        | 4–6, 4–6                       |        |

### Парний розряд: 5 (3 титули, 2 поразки)
| Легенда                       |
| ----------------------------- |
| Турніри Великого шолома (0–0) |
| ATP Tour Фінали (0–0)         |
| ATP Tour Masters 1000 (0–1)   |
| ATP Tour 500 Series (3–0)     |
| ATP Tour 250 Series (0–1)     |

| Фінали за покриттям |
| ------------------- |
| Тверде (2–2)        |
| Ґрунт (0–0)         |
| Трава (1–0)         |
| Килим (0–0)         |

| Фінали за умовами |
| ----------------- |
| Під небом (2–1)   |
| У залі (1–1)      |

| Результат | W–L | Дата     | Турнір                         | Tier          | Покриття   | Партнер         | Опоненти                       | Рахунок                | Ref    |
| --------- | --- | -------- | ------------------------------ | ------------- | ---------- | --------------- | ------------------------------ | ---------------------- | ------ |
| Loss      | 0–1 | Жов 2006 | Thailand Open, Таїланд         | International | Тверде (i) | Джеймі Маррей   | Джонатан Ерліх Енді Рам        | 2–6, 6–2, [4–10]       |        |
| Win       | 1–1 | Лис 2010 | Valencia Open, Іспанія         | 500 Series    | Тверде (i) | Джеймі Маррі    | Магеш Бгупаті Максим Мирний    | 7–6(10–8), 5–7, [10–7] | [ 45 ] |
| Win       | 2–1 | Жов 2011 | Japan Open, Японія             | 500 Series    | Тверде     | Джеймі Маррі    | Франтішек Чермак Філіп Полашек | 6–1, 6–4               |        |
| Loss      | 2–2 | Сер 2013 | Мастерс Канада, Канада         | Masters 1000  | Тверде     | Колін Флемінг   | Александер Пея Бруно Соарес    | 4–6, 6–7(4–7)          |        |
| Win       | 3–2 | Чер 2019 | Queen's Club Championships, UK | 500 Series    | Трава      | Фелісіано Лопес | Ражів Рам Джо Солсбері         | 7–6(8–6), 5–7, [10–5]  |        |

## Вшанування
- 5441 Ендімаррі — астероїд, названий на честь тенісиста.